# Танасоглу, Дионис Николаевич
Дионис Николаевич Танасоглу (гаг. Dionis Tanasoglu; 7 июля 1922, Кириет-Лунга, Королевство Румыния — 23 августа 2006) — молдавский гагаузский поэт, прозаик, драматург, фольклорист, автор первого романа гагаузской литературы. Много лет преподавал в Институте искусств Республики Молдова, впоследствии был ректором Комратского государственного университета. Почётный гражданин Гагаузии.

## Биография
Дионис Танасоглу родился  7 июля 1922 года году в селе Кириет-Лунга (тогда в составе Королевства Румыния). После окончания сельской школы отправился в город Аккерман и поступил в учительский колледж, где получил музыкальное и филологическое образование.
После окончания колледжа в 1943 году Танасоглу был призван в ряды румынской армии и зачислен в школу младших офицеров. В августе 1944 года, после переворота и свержение фашистского режима в Румынии, принимал участие в боях против немецко-венгерских войск.
После окончания войны Дионис Танасоглу вернулся в родное село, где работал школьным учителем. В 1950-е годы он в составе группы студентов из Молдавской ССР отправился на учебу в Ленинградское театральное училище, но спустя несколько лет вернулся в Молдавию, где поступил в Кишиневский педагогический институт на историко-филологический факультет.
Во время учёбы в Кишинёве Дионис Танасоглу начал писать стихи и прозу, занялся сбором и исследованием гагаузского фольклора. Совместно с Николаем Арабаджи и Василием Арабаджи положил начало созданию гагаузской письменности, подготовил проект кириллической азбуки. В итоге в 1957 году Верховный Совет Молдавской ССР принял закон о гагаузской письменности. Согласно ему начали открываться школы с преподаванием на гагаузском языке, началось гагаузское радиовещание, стало печататься гагаузоязычное приложение к газете «Молдова сочиалистэ». Во всех этих процессах национального развития гагаузов, которые получили название «гагаузской весны», Дионис Танасоглу принимал самое активное участие. Главным направлением его деятельности того времени было организация и ведение курсов по подготовке учителей гагаузского языка. Вместе с тем Танасоглу, как составитель и редактор, работал над фольклорно-поэтическим сборником «Буджактан сесляр» («Буджакские голоса», 1959).
В 1958 году на II Республиканском съезде писателей Дионис Танасоглу объявил о рождении новой литературы — гагаузской. Он сам писал на родном языке, сотрудничал с музыкантами и певцами. Он издал несколько книг, а в 1985 году вышел первый роман на гагаузском языке «Узун Керван» («Длинный караван»).
Дионис Танасоглу написал пьесы «Буджакта йалин», «Оглала хем Лянка», сыгравшие большую роль в воспитании гагаузского национального самосознания. Много лет Дионис Николаевич преподавал в Институте искусств Республики Молдова, а затем стал первым ректором Комратского государственного университета (1990—1991).

## Память
Исполнительный комитет Гагаузии объявил 2012 год в Гагаузии Годом Гавриила Гайдаржи и Диониса Танасоглу. Имя Диониса Танасоглу носит Гагаузский Национальный театр и лицей села Кириет-Лунга.